# Llista de topònims d'Esterri de Cardós
Llista de topònims (noms propis de lloc) del municipi d'Esterri de Cardós, al Pallars Sobirà
Informació actualitzada per un bot. Els canvis manuals es perdran quan s'actualitzi!

## borda
| imatge | Nom                | Ubicat a          | instància de | Detalls | coordenades                                                         | Protecció | Commons (més fotos) | Dades a WD                    |
| ------ | ------------------ | ----------------- | ------------ | ------- | ------------------------------------------------------------------- | --------- | ------------------- | ----------------------------- |
|        | borda de Castellar | Esterri de Cardós | borda        |         | 42° 35′ 34″ N, 1° 15′ 08″ E / 42.5927909156875°N,1.25221638372871°E |           |                     | Modifica les dades a Wikidata |
|        | borda de Fonteana  | Esterri de Cardós | borda        |         | 42° 34′ 41″ N, 1° 16′ 36″ E / 42.5779686281994°N,1.27662303717893°E |           |                     | Modifica les dades a Wikidata |
|        | borda de Joanet    | Esterri de Cardós | borda        |         | 42° 35′ 39″ N, 1° 14′ 16″ E / 42.5942171770116°N,1.23774558217236°E |           |                     | Modifica les dades a Wikidata |
|        | borda de Peret     | Esterri de Cardós | borda        |         | 42° 35′ 01″ N, 1° 15′ 54″ E / 42.5836286656824°N,1.26499985645648°E |           |                     | Modifica les dades a Wikidata |

## casa
| imatge | Nom                      | Ubicat a          | instància de | Detalls                     | coordenades                                          | Protecció                                  | Commons (més fotos) | Dades a WD                    |
| ------ | ------------------------ | ----------------- | ------------ | --------------------------- | ---------------------------------------------------- | ------------------------------------------ | ------------------- | ----------------------------- |
|        | Casa Bringué             | Esterri de Cardós | casa         | Estil: arquitectura popular | 42° 35′ 47″ N, 1° 15′ 45″ E / 42.596464°N,1.262633°E | bé cultural d'interès local                |                     | Modifica les dades a Wikidata |
|        | Casa Castellà            | Esterri de Cardós | casa         | Estil: arquitectura popular | 42° 35′ 33″ N, 1° 15′ 41″ E / 42.592546°N,1.261389°E | bé integrant del patrimoni cultural català |                     | Modifica les dades a Wikidata |
|        | Casa al centre del poble | Esterri de Cardós | casa         | Estil: arquitectura popular | 42° 35′ 49″ N, 1° 15′ 47″ E / 42.596964°N,1.26293°E  | bé integrant del patrimoni cultural català |                     | Modifica les dades a Wikidata |

## entitat singular de població
| imatge | Nom               | Ubicat a          | instància de                                   | Detalls | coordenades                                                          | Protecció | Commons (més fotos) | Dades a WD                    |
| ------ | ----------------- | ----------------- | ---------------------------------------------- | ------- | -------------------------------------------------------------------- | --------- | ------------------- | ----------------------------- |
|        | Arrós de Cardós   | Esterri de Cardós | entitat singular de població                   | 27 hab  | 42° 35′ 37″ N, 1° 15′ 01″ E / 42.59362222°N,1.25024417°E 1033.2 msnm |           | Arrós de Cardós     | Modifica les dades a Wikidata |
|        | Benante           | Esterri de Cardós | entitat singular de població                   | 3 hab   | 42° 35′ 48″ N, 1° 14′ 16″ E / 42.59673056°N,1.23775°E 983.8 msnm     |           |                     | Modifica les dades a Wikidata |
|        | Esterri de Cardós | Esterri de Cardós | entitat singular de població capital municipal | 26 hab  | 42° 35′ 34″ N, 1° 15′ 41″ E / 42.59289783°N,1.26147622°E 1209 msnm   |           |                     | Modifica les dades a Wikidata |
|        | Ginestarre        | Esterri de Cardós | entitat singular de població                   | 7 hab   | 42° 35′ 49″ N, 1° 15′ 46″ E / 42.596819°N,1.262905°E 1364.4 msnm     |           | Ginestarre          | Modifica les dades a Wikidata |

## església
| imatge | Nom                                      | Ubicat a          | instància de | Detalls                      | coordenades                                                      | Protecció                                  | Commons (més fotos)                      | Dades a WD                    |
| ------ | ---------------------------------------- | ----------------- | ------------ | ---------------------------- | ---------------------------------------------------------------- | ------------------------------------------ | ---------------------------------------- | ----------------------------- |
|        | Sant Antoni de Pàdua de Casa Castellar   | Esterri de Cardós | església     |                              | 42° 35′ 39″ N, 1° 15′ 46″ E / 42.5941°N,1.26264°E 1211 msnm      |                                            |                                          | Modifica les dades a Wikidata |
|        | Sant Julià d'Arrós                       | Esterri de Cardós | església     |                              | 42° 35′ 35″ N, 1° 14′ 54″ E / 42.592986°N,1.248387°E 1029.9 msnm | bé integrant del patrimoni cultural català | Sant Julià d'Arrós                       | Modifica les dades a Wikidata |
|        | Sant Lliser de Benante                   | Esterri de Cardós | església     | Estil: arquitectura romànica | 42° 35′ 46″ N, 1° 14′ 15″ E / 42.596025°N,1.237398°E 971 msnm    | bé integrant del patrimoni cultural català |                                          | Modifica les dades a Wikidata |
|        | Sant Pau i Sant Pere d'Esterri de Cardós | Esterri de Cardós | església     | Estil: arquitectura romànica | 42° 35′ 35″ N, 1° 15′ 41″ E / 42.592975°N,1.261487°E 1211 msnm   | bé cultural d'interès local                | Sant Pau i Sant Pere d'Esterri de Cardós | Modifica les dades a Wikidata |
|        | Santa Maria de Ginestarre                | Esterri de Cardós | església     | Estil: arquitectura romànica | 42° 35′ 48″ N, 1° 15′ 45″ E / 42.596569°N,1.262429°E 1354 msnm   | bé cultural d'interès local                | Santa Maria de Ginestarre                | Modifica les dades a Wikidata |

## muntanya
| imatge | Nom                 | Ubicat a                         | instància de | Detalls | coordenades                                                        | Protecció | Commons (més fotos) | Dades a WD                    |
| ------ | ------------------- | -------------------------------- | ------------ | ------- | ------------------------------------------------------------------ | --------- | ------------------- | ----------------------------- |
|        | Muntanyeta de Besan | Alins Esterri de Cardós          | muntanya     |         | 42° 34′ 01″ N, 1° 17′ 25″ E / 42.56696972°N,1.290225°E 2157.3 msnm |           |                     | Modifica les dades a Wikidata |
|        | Pic de la Portella  | Esterri de Cardós Vall de Cardós | muntanya     |         | 42° 34′ 25″ N, 1° 15′ 41″ E / 42.5736°N,1.26147°E 1911.9 msnm      |           |                     | Modifica les dades a Wikidata |
|        | Pui Tabaca          | Esterri de Cardós Vall de Cardós | muntanya     |         | 42° 35′ 19″ N, 1° 13′ 23″ E / 42.588479°N,1.223107°E 1718 msnm     |           | Pui Tabaca          | Modifica les dades a Wikidata |
|        | Pui de Migdia       | Alins Esterri de Cardós          | muntanya     |         | 42° 33′ 59″ N, 1° 16′ 38″ E / 42.5664°N,1.27735°E 2051.6 msnm      |           |                     | Modifica les dades a Wikidata |
|        | Punta de Roquetes   | Esterri de Cardós Lladorre       | muntanya     |         | 42° 36′ 09″ N, 1° 17′ 09″ E / 42.6024°N,1.28584°E 1987.3 msnm      |           |                     | Modifica les dades a Wikidata |
|        | Roc Bataller        | Esterri de Cardós Lladorre       | muntanya     |         | 42° 36′ 15″ N, 1° 15′ 44″ E / 42.6041°N,1.26234°E 1728 msnm        |           | Roc Bataller        | Modifica les dades a Wikidata |
|        | Tudela              | Alins Lladorre Esterri de Cardós | muntanya     |         | 42° 36′ 16″ N, 1° 17′ 42″ E / 42.6044°N,1.29513°E 2327.8 msnm      |           |                     | Modifica les dades a Wikidata |
|        | la Punta            | Esterri de Cardós Lladorre       | muntanya     |         | 42° 36′ 07″ N, 1° 16′ 26″ E / 42.60206056°N,1.27375°E 1808 msnm    |           |                     | Modifica les dades a Wikidata |

## serra
| imatge | Nom             | Ubicat a                         | instància de | Detalls | coordenades                                                   | Protecció | Commons (més fotos)               | Dades a WD                    |
| ------ | --------------- | -------------------------------- | ------------ | ------- | ------------------------------------------------------------- | --------- | --------------------------------- | ----------------------------- |
|        | Serra Mitjana   | Esterri de Cardós Vall de Cardós | serra        |         | 42° 35′ 52″ N, 1° 13′ 16″ E / 42.5977°N,1.22111°E 1866.3 msnm |           | Serra Mitjana (Esterri de Cardós) | Modifica les dades a Wikidata |
|        | Serra de Tudela | Alins Esterri de Cardós Lladorre | serra        |         | 42° 36′ 16″ N, 1° 17′ 42″ E / 42.6044°N,1.29513°E             |           | Serra de Tudela                   | Modifica les dades a Wikidata |

## torre
| imatge | Nom                                 | Ubicat a          | instància de | Detalls                     | coordenades                                          | Protecció                                  | Commons (més fotos) | Dades a WD                    |
| ------ | ----------------------------------- | ----------------- | ------------ | --------------------------- | ---------------------------------------------------- | ------------------------------------------ | ------------------- | ----------------------------- |
|        | Torre                               | Esterri de Cardós | torre        | Estil: arquitectura popular | 42° 35′ 34″ N, 1° 14′ 55″ E / 42.592674°N,1.248582°E | bé integrant del patrimoni cultural català |                     | Modifica les dades a Wikidata |
|        | Torre en un extrem del carrer Major | Esterri de Cardós | torre        | Estil: arquitectura popular | 42° 35′ 35″ N, 1° 14′ 59″ E / 42.593059°N,1.249589°E | bé integrant del patrimoni cultural català |                     | Modifica les dades a Wikidata |

## Misc
| imatge | Nom                                        | Ubicat a                                                  | instància de           | Detalls | coordenades                                                                        | Protecció                                  | Commons (més fotos)                        | Dades a WD                    |
| ------ | ------------------------------------------ | --------------------------------------------------------- | ---------------------- | --- | ---------------------------------------------------------------------------------- | ------------------------------------------ | ------------------------------------------ | ----------------------------- |
|        | Central hidroelèctrica d'Esterri de Cardós | Esterri de Cardós                                         | central hidroelèctrica | | 42° 35′ 33″ N, 1° 15′ 48″ E / 42.592557°N,1.26326°E 1190 msnm                      |                                            | Central hidroelèctrica d'Esterri de Cardós | Modifica les dades a Wikidata |
|        | Coll de Tudela                             | Alins Esterri de Cardós                                   | collada                | | 42° 35′ 50″ N, 1° 17′ 42″ E / 42.59715278°N,1.29509167°E Serra de Tudela 2237 msnm |                                            | Coll de Tudela                             | Modifica les dades a Wikidata |
|        | Noguera de Cardós                          | Lladorre Esterri de Cardós Vall de Cardós Tírvia Llavorsí | curs d'aigua           | Travessa: Lladorre Esterri de Cardós Vall de Cardós Tírvia Llavorsí Desemboca: Noguera Pallaresa Llarg: 26.75km Conca: 250km² | 42° 29′ 43″ N, 1° 12′ 45″ E / 42.495356111111°N,1.2125019444444°E                  |                                            | Noguera de Cardós                          | Modifica les dades a Wikidata |
|        | Sant Sebastià                              | Esterri de Cardós                                         | oratori capella        | | 42° 35′ 42″ N, 1° 15′ 23″ E / 42.594867°N,1.256394°E 1225 msnm                     |                                            |                                            | Modifica les dades a Wikidata |
|        | casa consistorial d'Esterri de Cardós      | Esterri de Cardós                                         | casa consistorial      | | 42° 35′ 32″ N, 1° 15′ 43″ E / 42.592274°N,1.2618975°E                              |                                            |                                            | Modifica les dades a Wikidata |
|        | cementiri de Santa Maria de Ginestarre     | Esterri de Cardós                                         | cementiri              | Estil: arquitectura popular                                                                                                   | 42° 35′ 48″ N, 1° 15′ 45″ E / 42.596727°N,1.262486°E                               | bé integrant del patrimoni cultural català |                                            | Modifica les dades a Wikidata |
|        | comes de Llossau                           | Esterri de Cardós                                         | indret                 | | 42° 35′ 54″ N, 1° 17′ 10″ E / 42.59833333°N,1.28611111°E                           |                                            |                                            | Modifica les dades a Wikidata |
|        | font de Sant Pere                          | Esterri de Cardós                                         | font                   | | 42° 35′ 29″ N, 1° 15′ 39″ E / 42.5913088963936°N,1.26086301569181°E                |                                            |                                            | Modifica les dades a Wikidata |